# Chapter 1. Dream Girl – The Misconceptions of You
《Chapter 1. Dream Girl – The Misconceptions of You》는 대한민국의 5인조 남성 그룹 샤이니의 세 번째 정규 음반의 첫 번째 챕터로, 대한민국에서 2013년 2월 19일 발매하였다. 정규 3집은 두 챕터의 음반으로 나뉘어 발매하였으며, 두 번째 챕터 음반인 《Chapter 2. Why So Serious? – The Misconceptions of Me》는 4월 29일 발매하였다.

## 배경
기획 단계에서부터 챕터 원은 ‘너에 대한 오해’, 챕터 투는 ‘나에 대한 오해’를 표현하려고 많이 준비했다. 앨범 두 가지가 ‘오해’라는 큰 틀 안에서 여러 이야기를 담고 있다.

샤이니는 2013년 2월 7일, 세 번째 정규 음반으로 활동 복귀를 알렸으며, 2월 19일 아이튠즈와 음원 사이트에 음반을 공개하고, 타이틀 트랙의 제목이 "Dream Girl"이 될 것이라고 밝혔다. 2월 13일, SM 엔터테인먼트는 타이틀곡 "Dream Girl"은 신혁과 그의 팀 줌바스 뮤직 팩토리가 제작하였으며, 애시드 일렉트로 펑크 장르의 노래라고 밝혔다.
2월 14일, 샤이니는 "멜론 프리미어 샤이니 뮤직 스포일러"를 개최하고, 이 행사를 통해서 100명의 시민 평가단을 대상으로 음반에 수록된 아홉 곡 중 여섯 곡을 공연하였다. 샤이니는 행사에서 3집이 한 장의 음반이 아닌, 두 챕터로 나누어 발매될 것이라고 밝혔다. 첫 번째 챕터는 《Chapter 1. Dream Girl – The Misconceptions of You》로, 2월 20일 정식 발매되었다. 두 번째 챕터 《Why So Serious? – The Misconceptions of Me》는 4월 공개될 예정으로, 행사에서 이 음반에 수록될 세 곡을 공연하였다.
또한, 행사를 통해서 타이틀곡 〈Dream Girl〉의 뮤직 비디오 메이킹 영상과 안무 영상을 공개하였는데, 안무의 구성은 《Sherlock》의 안무를 담당했던 토니 테스타가 다시 한 번 맡았다. 멤버 온유는 두 음반을 제작하는 과정에 대해서 "멤버들의 의견이 많이 반영됐다. 민호와 키는 랩메이킹을 하고 종현은 작사를 하고 태민이는 안무를 구상했다. 개인적으로나 팀 멤버들, 회사랑 서로 소통하면서 잘 준비한 앨범"이라고 밝혔다. 태민은 멤버들의 개성이 보컬적으로 드러나는 앨범으로, 서로에 대해 가장 잘 알기 때문에 음반에 자신들의 의견들이 많이 들어갔다고 말하였다. 종현은 여기에 덧붙여 "태민이는 가사 전달력이 좋고, 민호는 요새 가성이 좋다. 키는 영어를 잘한다. 서로의 장점을 아니까 개성을 살리는 쪽으로 파트도 짜고 시너지효과를 봤다. 즐겁게 작업한 앨범"이라는 의견을 남겼다.
챕터 1은 너에 대한 나의 오해, 너를 둘러싼 세상에 대한 오해, 현실에 대한 오해에 대한 것으로, 샤이니의 눈으로 바라본 세상에 대한 이상, 꿈, 비전으로 풀이될 수 있는 다양한 가사와 분위기를 가진 트랙으로 구성되어 있다. 샤이니만이 가지고 있는 이미지와 분위기, 느낌 등을 보여주는 음반이다.

## 트랙 리스트
| #            | 제목                         | 작사         | 작곡                                                                | 재생 시간 |
| ------------ | ---------------------------- | ------------ | ------------------------------------------------------------------- | --------- |
| 1.           | 〈Spoiler〉                  | 종현         | Pegasus, Thomas Troelsen                                            | 3:31      |
| 2.           | 〈Dream Girl〉               | 전간디       | 신혁, Jordan Kyle, Ross Lara, Dave Cook, DK, Anthony "TC" Crawford  | 3:00      |
| 3.           | 〈히치하이킹〉 (Hitchhiking) | 김부민       | Anne Judith Wik, Will Simms, Hitchhiker                             | 4:07      |
| 4.           | 〈Punch Drunk Love〉         | 전간디       | Crichlow, Thomas Troelsen, Herbert St. Clair                        | 3:39      |
| 5.           | 〈Girls, Girls, Girls〉      | 전간디       | Lucas Secon, Thomas Troelsen, Mikkel Remee Sigvardt                 | 2:46      |
| 6.           | 〈방백〉 (Aside)             | 황현         | 황현                                                                | 3:44      |
| 7.           | 〈아름다워〉 (Beautiful)     | 김태성       | Teddy Riley, Dominique Rodriguez, Richard Garcia, 김태성, 앤드류 최 | 3:10      |
| 8.           | 〈다이너마이트〉 (Dynamite)  | 김부민       | Hitchhiker                                                          | 3:39      |
| 9.           | 〈Runaway〉                  | 김영후       | 김영후, Dennis White, Jovan Rangel                                  | 3:10      |
| 총 재생 시간 | 총 재생 시간                 | 총 재생 시간 | 총 재생 시간                                                        | 30:46     |